# Aclytia hoffmannsi
Aclytia hoffmannsi är en fjärilsart som beskrevs av Rothschild 1912. Aclytia hoffmannsi ingår i släktet Aclytia och familjen björnspinnare. Inga underarter finns listade i Catalogue of Life.